# R.U.S.E.
R.U.S.E. (englisch ruse = List/Kriegslist) ist ein Echtzeitstrategie-Videospiel, das von Eugen Systems entwickelt und von Ubisoft veröffentlicht wurde. Es erschien am 10. September 2010 für Windows, PlayStation 3 und Xbox 360. R.U.S.E. konzentriert sich auf Täuschungen und Intelligenz in der Kriegsführung und geht so über bloße Gewalt hinaus. Die Spieler können eine Reihe von Fallen und Tricks nutzen, um ihre Feinde zu überlisten und den Ausgang der Schlachten zu ändern.

## Handlung
Das Szenario von R.U.S.E. ist der Zweite Weltkrieg.
Die Kampagne des Spiels wird aus der Sicht von US-Major Joseph Sheridan erzählt. Nachdem er die Yale-Universität abgebrochen hatte, trat Sheridan der US Army bei und erlangte das Kommando über die 1. US-Panzerdivision. Das Spiel beginnt mit einem Hinweis auf einen Spion Prometheus, der den Deutschen grundlegende Informationen, besonders Schlachtpläne, liefert und ihnen dadurch offensive und defensive Initiativen ermöglicht, welche schwere Verluste bei den Alliierten hervorrufen. Trotz dieser widrigen Bedingungen machen Sheridans taktische Fähigkeiten Siege möglich. Erstmals greift der Spieler 1943 in Nordafrika ein, dann in Italien, beim D-Day 1944 und bei der Ardennen-Offensive. Später stellt sich heraus, dass Kate, eine Gesandtsschaftsbeamte aus dem amerikanischen Kriegsbüro, zuständig für Abteilung sieben und die 8th Guards Army, die außerdem für die Sowjetunion arbeitet, der Spion ist. Außerdem wird aufgedeckt, dass die Sowjets V2-Raketen aus Torgau sicherstellen konnten und sie mit Nuklearwaffen ausgerüstet haben, um sie in Deutschland zur Fortsetzung der sowjetischen Ausdehnung in Europa einzusetzen.

## Gameplay
Konsolenversionen mit Einheitenlimit (50–100 Personen/Gebäuden), sowie nur max. vier Spieler möglich. Auf dem PC beträgt die maximale Spielerzahl acht.

### Spielmodi
- 1939
- 1942
- 1945
- Atomkrieg-Modus
- Totaler-Krieg-Modus

### Einheiten
Die Einheiten im Spiel basieren auf Einheiten und Fahrzeugen, die im Zweiten Weltkrieg zum Einsatz kamen oder als Plan oder Prototyp vorhanden waren. Jede Nation besitzt dabei ihre eigenen Einheiten, die nur von dieser erschaffen werden kann. Man kann jedoch sagen, dass es eine Art Klassifizierung für die Einheiten gibt, auch wenn diese nur auf die Hälfte der Nationen passt.
- Die einfachste Einheit ist die Infanterie. Sie ist die günstigste Einheit, kann sich in Wäldern und auf Stadtplätzen verstecken und aus dem Hinterhalt recht gut Panzer angreifen. Jedoch hat diese Einheit die geringste Angriffreichweite und ist im Felde jedem Panzer unterlegen.

- Die nächste Einheit ist der leichte Aufklärer. Es handelt sich dabei zumeist um einen günstigen, aber dafür ungepanzerten und unbewaffneten Aufklärer. Auch dieser kann sich wie die Infanterie verstecken und versteckte Einheiten enttarnen.

- Die nächste Einheit, welche am meisten im Spiel Verwendung findet, ist der Panzer. Diese lassen sich in sechs Kategorien einteilen: Panzeraufklärer, sehr leichte Panzer, leichte Panzer, mittelschwere Panzer, schwere Panzer und Monsterpanzer. Abgesehen vom Panzeraufklärer werden die Panzer, je schwerer sie sind, stärker in ihrer Panzerung und ihrer Feuerkraft, aber auch teurer, langsamer beim Erstellen und langsamer in der Fahrzeuggeschwindigkeit. Der Panzeraufklärer entspricht dem leichten Aufklärer, jedoch mit leichter Panzerung und leichter Bewaffnung.

- Die Panzerabwehr besteht nur aus zwei Einheiten: Einer Panzerabwehrkanone und einem Jagdpanzer. Die Panzerabwehrkanone ist eine der leichten Infanterie ähnliche Einheit. Sie kann als Unterstützung der Infanterie eingesetzt werden und sich wie die Infanterie verstecken (abgesehen von der italienischen 90-mm Panzerabwehr-/Luftabwehrkanone sowie der deutschen 8,8cm Panzerabwehr-/Luftabwehr). Der Jagdpanzer ist technisch gesehen ein Panzer und kann deshalb von allen Panzerabwehrwaffen attackiert werden, jedoch ist der Jagdpanzer durch die Spezialisierung zumeist günstiger und stärker als normale Panzer zur Panzerbekämpfung. Dafür besitzt der Jagdpanzer jedoch über keine Infanterieabwehrwaffen und ist gegenüber Infanterie und Panzerabwehrkanonen vollkommen hilflos.

- Artillerie lässt sich in drei Kategorien einteilen: normale Artillerie, Sturmgeschütz und Raketenartillerie. Die normale Artillerie ist eine ungepanzerte Kanone mit hoher Reichweite. Das Sturmgeschütz ist eine auf einen Panzer montierte Artillerie. Sie ist gegen Bomberangriffe und andere Artillerie geschützt, ist aber zumeist mit weniger Reichweite ausgestattet als die normale Artillerie. Die Raketenartillerie unterscheidet sich nur durch die Munition. Statt normalen Geschossen werden Raketen eingesetzt. Die Raketenartillerie besitzt nur mittlere Reichweite, hat dafür aber eine hohe Feuergeschwindigkeit. Diese Kategorie ist nur bei den Nationen USA, Deutschland und Sowjetunion vorhanden. Alle Artilleriekategorien haben nur eine geringe Wirkung auf Panzer und gepanzerte Fahrzeuge, jedoch eine große Wirkung auf Infanterie und Gebäude.

- Bei den Luftabwehrgeschützen, Luftabwehrartillerie oder einfach FLAK, kann man von zwei Kategorien reden: Es gibt die nicht mobile und die mobile Version. Die nicht mobile Version ist eine der Infanterie ähnliche Einheit und kann sich in Wäldern verstecken (abgesehen von der deutschen 88 mm Pa/La-Kanone). Die mobile Version ist ein gepanzertes Flakfahrzeug oder ein Flakpanzer und kann Bodentruppen und Panzern im Gefecht und während der Bewegung schützen, indem sie feindliche Flugzeuge vom Angriff abhalten. Beide Kategorien können Fallschirmjäger noch in der Luft vernichten.

- Die Flugeinheiten sind in den Kategorien bei allen Nationen gleich. Es gibt den Luftaufklärer, der ohne Einschränkungen durch die Landschaft Einheiten aufspüren kann. Dafür ist der Aufklärer unbewaffnet oder nur mit einem sehr schwachen Abwehr-MG ausgestattet.

- Die nächste Einheit sind Fallschirmjäger. Fallschirmjäger sind dreimal teurer als normale Infanterie und im Gefecht ähnlich stark, jedoch werden Fallschirmjäger per Flugzeug transportiert und können so schnell wichtige Orte unter Kontrolle bringen oder den Feind umgehen um ihn zu schlagen.

- Die nächste Einheit sind Jagdflugzeuge. Sie dienen in erster Linie der Luftabwehr, können aber auch gegen ungepanzerte Ziele und gegen Infanterie eingesetzt werden. Als Zwischenkategorie dienen Jagdbomber dem Angriff und Vernichtung von Bodeneinheiten. Sie können auch gegen Flugzeuge kämpfen, wobei sie zumeist schwächer sind als die Jäger, dafür können sie aber auch zur Vernichtung von Bunkern und Gebäuden eingesetzt werden, wobei die Wirkung von Bombern stärker ist. Zum Bekämpfen von Einheiten am Boden muss das Ziel durch einen Aufklärer "gesehen" werden.

- Die letzte Kategorie sind Bomber. Bomber werden zur Bekämpfung von Bodenzielen verwendet, wobei die Wirkung ähnlich der der Artillerie ist. Infanterie und Gebäude werden stark beschädigt, Panzer jedoch kaum. Die Bomben, die beim Angriff des Bombers abgeworfen werden, haben eine relativ große Streuung. Dadurch können zu nahe eigene Einheiten oder Ziele, die man nicht angreifen wollte, beschädigt oder vernichtet werden. Die Bomber verfügen über Abwehr-MG gegen Jäger, jedoch ist die Wirkung sehr gering.

### Fraktionen
Der Spieler kann in der Kampagne nur die Truppen der USA kommandieren, obwohl es im späteren Spiel zeitweise möglich ist, die Truppen der Wehrmacht zu befehligen und in einige Missionen Einheiten verbündeter Staaten steuerbar sind. In den anderen Spielmodi können alle im Folgenden genannten Fraktionen genutzt werden: Großbritannien, USA, Deutschland, Italien, Frankreich und die Sowjetunion. Jede Fraktion hat unterschiedliche Stärken und Schwächen; dieses ermöglicht ein dynamisches Gameplay.
Alle Nationen sind einzigartig, was bedeutet, dass jede Nation über eigene Einheiten verfügt. Das bedeutet, dass z. B. nur Frankreich die Fremdenlegion erstellen kann und der Kampfpanzerwagen Tiger nur von Deutschland gebaut und eingesetzt werden kann.
Stärken und Schwächen der Nationen stimmen im groben Maße mit der Realität überein. So sind die Einheiten von Deutschland zwar die zumeist stärksten und modernsten Einheiten, sind dafür aber – wie das Original – teuer und der Bau dauert lange.
Mit dem dritten Add-on, der DLC R.U.S.E.: The Pack of the Rising Sun wurden auch die Japaner in R.U.S.E. eingeführt.

### Listen
R.U.S.E. nutzt sogenannte Listen (Englisch: ruse), die es dem Spieler ermöglichen, den Gegner zu täuschen und zu überlisten. Sie sind in drei Kategorien aufgeteilt: Listen, die Informationen beschaffen (wie z. B. Entschlüsselung), Listen, die Informationen schützen (wie z. B. Funkstille) und Listen, die es ermöglichen, Einheiten oder Gebäude zu fälschen, um den Feind in die Irre zu führen (wie z. B. Panzerattrappen).

### Mehrspieler
R.U.S.E. unterstützt einen Online-Mehrspieler-Modus und ermöglicht reservierte Server. Es ist möglich, sowohl miteinander als auch gegeneinander zu spielen. Weiterhin kann eine Partie auch nach Punkten entschieden werden, die der Spieler für vernichtete Einheiten erhält. Der Mehrspieleranzahl der Konsolen wurde aufgrund mangelnder Leistungsverfügung auf 4 gekürzt.
Im Oktober 2010 veröffentlichte Ubisoft einen Patch, mit der Valve Anti-Cheat eingeführt wurde, um das Cheating im Spiel zu reduzieren.
Im Januar 2024 nahm Ubisoft die Server Offline.

## Features
Das Spiel unterstützt Multi-Touch auf einem ausgewählten HP-Computer und PlayStation Move. Ursprünglich sollte auch bei R.U.S.E. Ubisofts Kopierschutz mit permanenter Internetverbindung zum Einsatz kommen, aber nur für dieses Spiel machte Ubisoft eine Ausnahme und veröffentlichte es über Steam.

## Rezeption
Die stufenlose zoombare Karte versprühe den Flair der Generalität. Die Computergegner agieren jedoch wirr und die Bedienung sei umständlich. Das Spiel erinnere an eine Echtzeitpartie des Brettspielklassikers Risiko. Die Grafik-Engine sei innovativ. Die Kampagne sei spannend, der Mehrspielermodus fair und fordernd. Der Ansatz sei frisch und bringe durch die Bluffs Pokerspannung in die Partie. Trotz Maßstabstreue sei R.U.S.E. jedoch keine Simulation wie Sudden Strike oder Total War. Es erobere mit dem Brettspielflair eine taktische Nische. Die Benutzeroberfläche habe zahlreiche kluge Ideen. Die Missionen seien fordernd und abwechslungsreich. R.U.S.E. erlaube strategische Spielzüge und Ablenkungsmanöver, die besonders im gut ausbalancierten und spaßigen Mehrspielermodus für Schadenfreude sorgen. Es besäße eine ganz eigene Spieldynamik ohne dabei hektisch zu werden. Das Stein, Schere, Papier Prinzip greife gut. Es sei taktisches Fingerspitzengefühl und überlegtes Vorgehen nötig, um zu gewinnen. Das Spielgefühl vermittle die Position eines Befehlshabers mit Weitsicht. R.U.S.E besitze auf der Spielekonsole eine überraschend konsolenfreundliche Steuerung. Die Texturen auf der Konsole seien jedoch teilweise schwach und es spiele sich etwas träge. Die langsamere Spielgeschwindigkeit und das reduzierte Micromanagement insbesondere im Vergleich mit StarCraft II erlaube das Spieler auf PC und Konsole ernsthaft miteinander konkurrieren können. Das Matchmaking könne zwar nicht ganz mit dem Battle.net mithalten, reiche für normale Online Gefechte jedoch aus. Das Gameplay sei abwechslungsreich. Die Spielregeln seien zwar nicht realistisch, aber passen gut ineinander. Die Geschichte in der Kampagne sei vorhersehbar, die Zweite-Weltkriegs-Thematik abgenutzt und die Video-Einspieler nervig.